# Batalla de Hai
Según la Biblia hebrea la Batalla de Hai, descrita en el Libro de Josué, fue la segunda batalla que libraron los israelitas en el curso de la Conquista de Canaán. Según Josué 11, después de finalizada la conquista de Jericó los israelitas avanzaron hasta las pequeña ciudad de Hai donde subestimaron a su enemigo que los derrotó con facilidad, sin embargo la derrota se dio por un hebreo de nombre Acán; una vez encontrado el culpable se procedió a lanzar un nuevo ataque hacia Hai, que dio resultado acabando en la conquista de esta.

## Relato bíblico
Según el Libro de Josué, los israelitas al haber terminado de tomar Jericó, entre ellos había un pecador de nombre Acán, Josué, decidió seguir avanzando en territorio cananeo, por lo cual envió espías a la ciudad de Hai. Los espías fueron, y recomendaron a Josué no enviar a todo el pueblo, ya que estos dijeron:
"No es necesario que todo el pueblo vaya a la batalla. Dos o tres mil soldados serán suficientes para que tomemos Hai. Esa población tiene muy pocos hombres y no hay necesidad de cansar a todo el pueblo“
Josué aceptó el consejo, enviando solo a esa cantidad de tropas a la ciudad, donde fueron derrotados sufriendo treinta y seis bajas en total, Josué y el pueblo se lamentaron de esta derrota, pidiendo a Dios una señal de que habían hecho mal, Yahweh entonces le comentó de que el pueblo había pecado contra él, por lo que Josué decidió expiar la ira de Dios, buscando al culpable que cayó en Acán.
Una vez aplacada la ira de Dios, Josué dio órdenes para que se tendiera una emboscada para acabar con Hai, los israelitas aparecieron delante de ellos, a lo cual los habitantes de Hai se lanzaron en persecución, apareciendo sorpresivamente Josué con 30.000 guerreros que acabaron finalmente con Hai.

## Orígenes e historicidad

### Excavaciones en Et-Tell
Las excavaciones hechas en Ai entre 1933 y 1935, descubrieron un templo del tercer milenio a. C. Los eventos bíblicos en Ai, son asignados al período entre los años 1400 y 1200 a. C., que es cuando según como las evidencias indican, la localidad en realidad no estaba ocupada. En el folclor inicial, se pudo haber identificado al pueblo cananeo que se hallaba debajo de Betel, con las ruinas cercanas de Al-Tall. Por su parte, algunos eruditos han sugerido que la descripción bíblica de Hai, cuyo nombre hebreo הָעַי significa "la ruina", parece implicar que en realidad era un asentamiento en ruinas en el momento de la conquista israelita. En esa línea, se ha propuesto que Ai pudo haber sido destruida por Josué en un ataque contra el pueblo cananeo que vivía en las ruinas de la ciudad anterior de la Edad del Bronce Medio.

### Historicidad
Los eruditos están de acuerdo casi unánimemente en que el Libro de Josué tiene poco valor histórico. La historia de la conquista representa la propaganda nacionalista del Reino de Judá y sus reclamos sobre el territorio del Reino de Israel después del 722 a. C. y que esos capítulos se incorporaron más tarde a una forma temprana de Josué probablemente escrita a finales del reinado del rey Josías (reinó entre 640 y 609 a. C.), y el libro se revisó y completó después de la caída de Jerusalén ante los babilonios en 586, y posiblemente después del regreso del exilio babilónico en 538.

### Consecuencias
Los reyes Amorreos de Gabaón al escuchar la noticia de la caída de Hai, sintieron miedo por lo que decidieron hacer una alianza con los israelitas, que tendría como respuesta un ejercitó de cinco reyes amorreos liderados por Adonisedec, para acabar con gabaonitas y hebreos por igual.